# Senkelefälle
Die Senkelefälle des Flusses Mansya liegen in der Provinz Muchinga in Sambia.

## Beschreibung
Die Senkelefälle haben eine Höhe von 15 Metern und sind vergleichsweise breit. Sie sind vom nahen Shiwa Ngandu Hotsprings Camp an der Teestraße von Mpika nach Kasama sofort zu erreichen. Flussabwärts liegen die wesentlich dramatischeren Chusa-Fälle. Schwieriger zu erreichen sind die Namundelafällen des Mwambwa, die einen ganzen Tag in schwierigem Gelände erfordern.